# James R. Doolittle
James R. Doolittle (Hampton, 1815. január 3. – Providence, 1897. július 23.) az Amerikai Egyesült Államok szenátora (Wisconsin, 1857–1869).